# Heliotrop (film fra 1920)
Heliotrop er en amerikansk stumfilm fra 1920 af George D. Baker.

## Medvirkende
- Wilfred Lytell som Jimmie Andrews
- Ben Hendricks Sr. som Sol Goldman
- Julia Swayne Gordon som Josephine Hasdock
- Betty Hilburn som Mabel Andrews
- Diana Allen som Alice Hasdock
- Frederick Burton som Heliotrope Harry Hasdock
- Clayton White som George Andrews
- William B. Mack som 'Spike' Foley
- William H. Tooker
- Thomas Findley som Warden Michael Pyne